# 高讜
高讜，北魏官员，渤海郡蓨县人。高湖伯父高展的儿子。
高展是后燕慕容宝的黄门郎，魏道武帝平中山，迁至京师平城，在三都大官任上去世。高讜跟随魏太武帝征讨夏国赫連昌，以功拜游击将军，赐爵南皮子。429年（神䴥二年）、与崔浩共参著作，編纂《国書》。担任中书侍郎。转給事中、冀青二州中正。假散騎常侍、平東将軍，封蓚县侯。出使高句麗。去世后，追赠安南将軍、冀州刺史，追封假沧水公，諡康。

## 子
- 高祚，嗣爵蓚县侯，官至東青州刺史
- 高祐
- 高欽，幼年跟随叔父高济出使南朝宋刘义隆，还为中书学生，转任为秘書中散，四十余岁去世